# Participatio actuosa
Participatio actuosa (lat. für „tätige Teilnahme“) ist eines der Grundprinzipien der katholischen liturgischen Bewegung des 20. Jahrhunderts und der Liturgiereform im Gefolge des Zweiten Vatikanischen Konzils. Es bringt die aktive und nicht nur zuschauende Rolle der ganzen Gottesdienstgemeinde bei der Feier der heiligen Messe und den übrigen liturgischen Handlungen zum Ausdruck. 

## Geschichte des Begriffs
Die Wendung (italienisch Partecipazione attiva) geht auf das Motu proprio Tra le sollecitudini Papst Pius’ X. vom 22. November 1903 zurück:

„Da es nun Unser lebhaftester Wunsch ist, dass der wahrhaft christliche Geist in jeder Hinsicht aufblühe und bei allen Gläubigen erhalten bleibe, müssen Wir zuallererst für die Heiligkeit und Würde des Gotteshauses sorgen; denn dort versammeln sich ja die Gläubigen, um diesen Geist aus seiner ersten und unentbehrlichen Quelle zu schöpfen: aus der tätigen Teilnahme an den hochheiligen Mysterien und am öffentlichen feierlichen Gebet der Kirche.“

Durch eine Rede des belgischen Benediktiners Lambert Beauduin auf dem gesamtbelgischen Katholikentag in Mecheln im September 1909 wurde das Anliegen publik und fand Eingang in die liturgische Bewegung. Wichtiges Instrument wurde die Verwendung der Volkssprache für gemeindliche Elemente zusätzlich zum Latein der priesterlichen Liturgie, etwa in den verschiedenen Formen der Gemeinschaftsmesse.

## Zweites Vatikanisches Konzil
Die Konstitution des Zweiten Vatikanischen Konzils über die heilige Liturgie, Sacrosanctum Concilium, bestimmte 1963:

„Bei dieser Erneuerung sollen Texte und Riten so geordnet werden, dass sie das Heilige, dem sie als Zeichen dienen, deutlicher zum Ausdruck bringen, und so, dass das christliche Volk sie möglichst leicht erfassen und in voller, tätiger und gemeinschaftlicher Teilnahme mitfeiern kann.“

War die Heilige Messe jahrhundertelang vorwiegend als Opferhandlung des Priesters verstanden worden, der das Volk andächtig beiwohnen sollte, wurde die Eucharistie nun stärker als gemeinsame Feier des versammelten Volkes Gottes begriffen, bei der jeder die ihm zukommende Aufgabe – und nur diese – übernehmen soll: Bischof, Priester, Diakone, Messdiener, Lektoren, Vorsänger, Organisten und auch die mitfeiernden Gläubigen. Das Konzil versteht nicht mehr allein den Priester als Subjekt und Träger des liturgischen Handelns, sondern Kirche und Gemeinde als Ganzes: „Die Kirche [wird] auf eine vorzügliche Weise dann sichtbar [...], wenn das ganze heilige Gottesvolk voll und tätig an denselben liturgischen Feiern, besonders an derselben Eucharistiefeier, teilnimmt: in der Einheit des Gebets und an dem einen Altar und unter dem Vorsitz des Bischofs, der umgeben ist von seinem Presbyterium und den Dienern des Altars.“ Dabei soll „jeder, sei er Liturge oder Gläubiger, in der Ausübung seiner Aufgabe nur das und all das tun, was ihm aus der Natur der Sache und gemäß den liturgischen Regeln zukommt.“ Die ganze Gemeinde nimmt tätig und auf ihre Weise in zwar hierarchisch gestufter, aber doch heilswirksamer Weise am Zustandekommen der sakramentalen Zeichenhandlung in der Eucharistie teil.
Die Gläubigen sollen durch die vorgesehenen Antworten und Akklamationen, durch Körperhaltung (Niederknien, Stehen, Sitzen) und Gebärden (Kreuzzeichen, Friedensgruß), durch gemeinsames Beten und Singen – jeweils getragen von innerer, bewusster Teilnahme – ihre durch Taufe und Firmung übertragene Teilhabe am Priestertum Jesu Christi zur Ausführung und zum Ausdruck bringen.
Da „bei der Messe, bei der Sakramentenspendung und in den anderen Bereichen der Liturgie nicht selten der Gebrauch der Muttersprache für das Volk sehr nützlich sein kann“, wurde ihrem Gebrauch vom Konzil „weiterer Raum“ als zuvor eingeräumt.
Für Kirchenbauten und andere Orte, an denen die heilige Messe gefeiert wird, gilt: „Auf jeden Fall müssen die Räume für den Vollzug der Liturgie geeignet sein und die tätige Teilnahme der Gläubigen gewährleisten.“
Papst Paul VI. schrieb in seinem Dekret Ecclesiae semper vom 7. März 1965, mit dem er die vom Konzil gewünschte Neuordnung der Konzelebration vornahm: „Jede Messe ... ist mehr noch als alle anderen liturgischen Handlungen eine Handlung des ganzen Gottesvolkes, das hierarchisch geordnet ist und handelt. ... Deshalb wird in der Feier eines solchen Opfers, an der gleichzeitig die Gläubigen bewusst, tätig und auf eine der Gemeinschaft eigentümliche Weise teilnehmen, vor allem unter Vorsitz des Bischofs, auf vorzügliche Weise die Kirche sichtbar in der Einheit des Opfers und des Priestertums, in der einen Danksagung, um den einen Altar mit den Ministri und dem heiligen Volk.“ Hans Bernhard Meyer  weist darauf hin, dass hier auch den mitfeiernden Gläubigen Anteil am sakramentalen Heilsdienst zugesprochen wird, und spricht von einer „Mitfeier (Konzelebration) aufgrund der Taufe“ im Gegensatz zu einer „Mitfeier aufgrund des besonderen Dienstamtes“ von Bischöfen und Priestern.
Der Liturgiewissenschaftler Angelus Häußling OSB sieht in der Participatio actuosa das erste und wichtigste Formalkriterium für die Wesensgemäßheit von Liturgie.